# رولاند غروس
رولاند غروس (بالإنجليزية: Roland Gross)‏ هو مونتير أمريكي، ولد في 13 يناير 1909 في سان أنطونيو في الولايات المتحدة، وتوفي في 11 فبراير 1989 في لوس أنجلوس في الولايات المتحدة.

## وصلات خارجية
- رولاند غروس على موقع IMDb (الإنجليزية)
- رولاند غروس على موقع ألو سيني (الفرنسية)
- رولاند غروس على موقع أول موفي (الإنجليزية)
- رولاند غروس على موقع قاعدة بيانات الأفلام السويدية (السويدية)
- رولاند غروس على موقع قاعدة بيانات الفيلم (الإنجليزية)
- رولاند غروس على موقع كينوبويسك (الروسية)